# 賽鴿

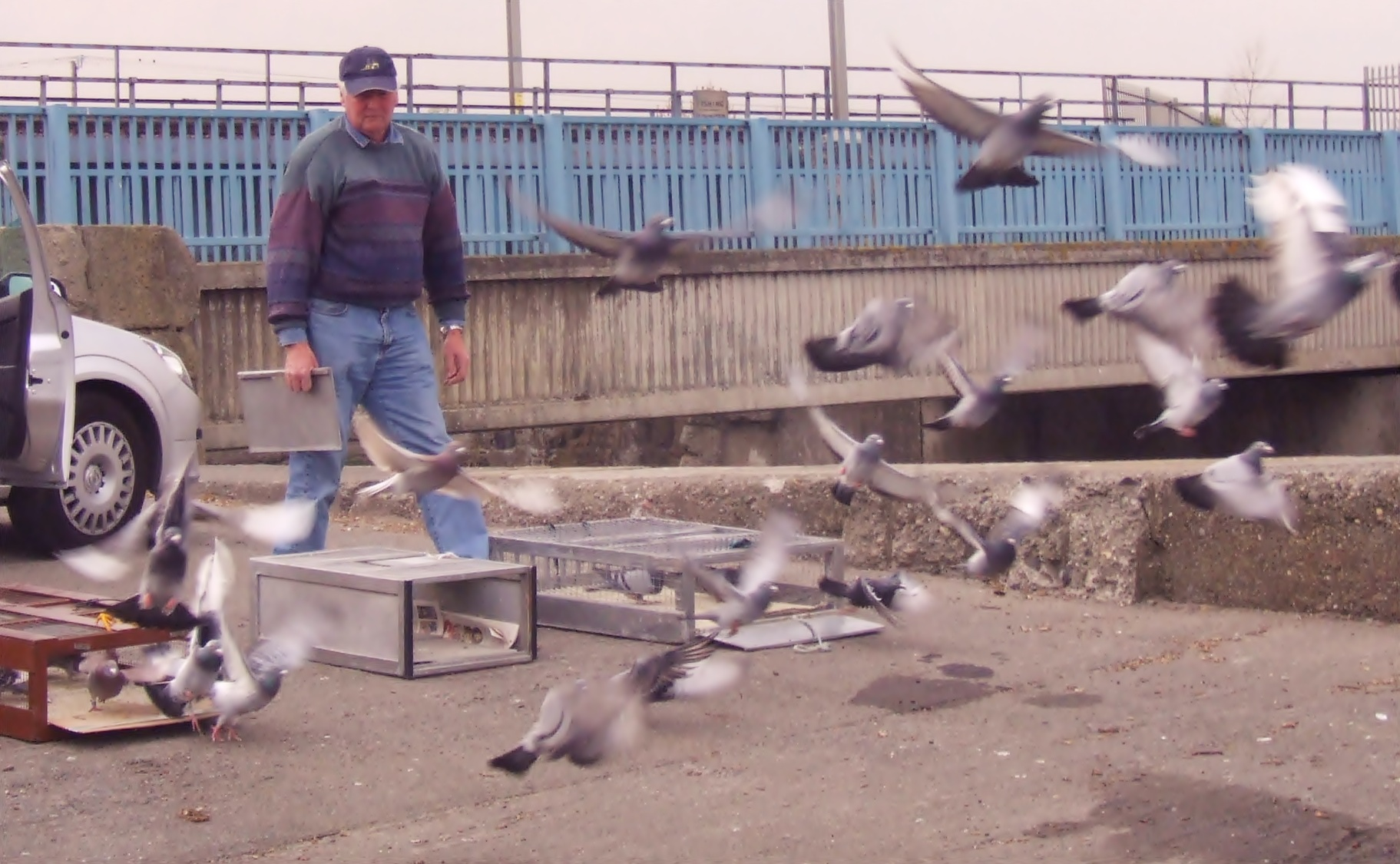
飼養賽鴿

賽鴿，即以鴿長途飛行速度作競爭的賽事。據記載，賽鴿源自歐洲，後傳入亞洲等地方。目前在世界各地均发展迅猛。赛鸽比赛通常分为单次比赛，最高级别是国际赛、国家赛、省联赛等。由于单次比赛受到风向、养鸽者鸽舍所处位置、距离差异等，通常认为单次比赛不足以评价一只鸽子的准确价值，因此产生了按多次比赛成绩综合评定的方式，即所谓多关赛或者信鸽鸽王比赛。

## 條件
飼養賽鴿者極重視用作比賽鴿子的血統，他們相信鴿遺傳著上代的飛行能力等特性，又以觀察體形、骨架、眼睛、翅膀等去觀察「賽鴿」的素質。將賽鴿的優劣條件而進行「優勢互補」的配種亦是一門學問。據2006年國家地理頻道紀錄片作品《賽鴿風雲》描繪，一隻鴿子身價可達數十萬美元。
2020年一隻名為「新金」(New Kim) 的賽鴿，創下160萬歐元拍賣價格紀錄。。

## 世界各地

### 英國
據報導，英國目前有42,000名賽鴿愛好者，比1960年代減少超過一半，而且每年減少約5%。

### 中國大陆
賽鴿活動在中國大陸興起，中國大陸賽鴿迷不惜重金收購賽鴿，所以為英國賽鴿養殖業帶來商機，2012年，一隻英國名種鴿售出260,000英鎊。
據記載，14世紀時（明朝初年）中國已有人養殖賽鴿，文革期間，賽鴿一度被禁止。如今中国大陆的赛鸽运动主要集中在三个区域：
- 以北京、天津为主的华北地区
- 以上海、江苏为首的华东地区
- 以四川、陕西为主的西南地区

这几个地区每年都会繁殖数以百万计的新生幼鸽用于比赛。

### 香港
1980年代是香港賽鴿熱潮，估計當時有七百多人賽鴿。
1997年，香港爆發禽流感，政府管制家禽相關行業，所以賽鴿活動在香港大幅减少。

### 台灣
台灣省軍鴿教養會於1946年成立，後於1958年2月改制，由李偉民醫師出任改制後的首任會長，1960年依動員戡亂時期人民團體組織法，開放人民團體，軍鴿教養會成員分別成立中華民國賽鴿協會及台灣省信鴿協會，1961年引進鴿鐘和賽制，1971年中華民國賽鴿協會正式加入國際鴿協聯盟，並於1978年與日本、香港、韓國、泰國、菲律賓、印尼等國家和地區成立了亞洲鴿協聯盟，永久會址設於臺北。
目前，比利時、荷蘭、德國為當今台灣賽鴿者引進源鴿的主要國家。